# Букеев, Ибрагим Джангерович
Ибраги‌м Джанге‌рович Буке‌ев (Чинги‌с Ибраги‌м-Гире‌й Джанге‌рович; каз. Ыбырайым Жәңгірұлы Бөкеев; род. 1833 — 1865) — полковник Русской императорской армии, князь Российской империи, этнический казах.

## Биография
Родился в 1833 году, Ибрагим, будучи сыном хана Букеевской Орды Джангера, происходил из рода Чингизидов Торе.
В 1852 году окончил Императорский Пажеский корпус и был направлен в гусарский полк лейб-гвардии в Оренбурге. В 1853—1860 годах занимался управлением казахами при Оренбургском генерал-губернаторе в должности гвардейского капитана. В январе 1853 года Император Всероссийский Николай I своим указом дарует Букееву статус князя. Казахи посылали прошения и документы на его имя, надеясь на то, что он станет преемником Джангера и продолжит его дело. В документе от октября 1863 года числится как «полковник гвардии».